# Balong (Girisubo)
Balong is een bestuurslaag in het regentschap Gunung Kidul van de provincie Jogjakarta, Indonesië. Balong telt 3326 inwoners (volkstelling 2010).